# Місюра Катерина Василівна
Катерина Василівна Місюра (нар. (25 січня 1975, м. Жданов Донецької області) — українська лікарка-ендокринологиня, директорка Інституту проблем ендокринної патології імені В. Я. Данилевського НАМН України (м. Харків), докторка медичних наук, професорка, заслужений діяч науки і техніки України (2019).

## Біографія
Катерина Місюра народилася 25 січня 1975 року у м. Жданов (тепер — Маріуполь) Донецької області.
Протягом 1992—1998 роках навчалася у Донецькому медичному університеті, після чого працювала лікаркою.
З 2002 року працює лікаркою в Інституту проблем ендокринної патології імені В. Я. Данилевського НАМН України у м. Харкові, в якому у 2005 році стала науковим співробітником.
У 2006 року Катерина Місюра захистила кандидатську дисертацію на тему «Комплексний метод лікування хворих на аутоімунний тиреоїдит за наявності гіпотиреозу та супутньої ішемічної хвороби серця» на вчену ступінь кандидата медичних наук за спеціальністю «ендокринологія».
Протягом 2015—2023 років вона перебуває на посаді вченого секретаря, а додатково до цього не пізніше 2017 року ще й старшого наукового співробітника Інституту проблем ендокринної патології імені В. Я. Данилевського НАМН України.
У 2018 році нею була захищена докторська дисертація на тему «Надлишкова маса тіла і ожиріння: популяційні, клінічні та гормональні особливості, механізми формування метаболічних ускладнень» на вчену ступінь доктора медичних наук за спеціальністю «ендокринологія».
Не пізніше 2018 року стала керівницею Центру діагностики та лікування метаболічних порушень та корекції ваги Інституту проблем ендокринної патології імені В. Я. Данилевського НАМН України, а також мала кваліфікацію лікаря-ендокринолога вищої категорії
У червні 2023 року Катрина Місюра була обраною та призначеною директоркою Інституту проблем ендокринної патології імені В. Я. Данилевського НАМН України.
Станом на початок 2025 року вона також була завідувачкою відділу патоморфології та генетики ендокринних захворювань та заступником голови Вченої ради Інституту проблем ендокринної патології імені В. Я. Данилевського НАМН України

## Наукова робота
До сфери наукових інтересів Катерини Місюри входять проблеми епідеміологічних та медико-соціальних аспектів розвитку ендокринної патології, розробки нових підходів до діагностики, профілактики та терапії тиреоїдальної дисфункції, ожиріння і супутніх із ними патологій, шляхи оптимізації амбулаторної медичної допомоги пацієнтам з ендокринопатіями.
Науковий доробок
- Различия в массе тела лиц с эндокринной патологией — пациентов консультативного поликлинического учреждения // Пробл. ендокрин. патології. 2014. № 4 (співавт.);
- Надлишкова маса тіла та ожиріння: стан проблеми, супутні захворювання, профілактичні заходи // Здоров'я України. 2016. № 4(36) (співавт.);
- Informative value of metabolic risk hormonal markers in indivsduals with various body mass // Endokrynologia. 2017. Vol. 22, № 3;
- Specific features of hemodynamics in individuals with different body mass: correlation with composition of the body and insulin resistance // Там само. Vol. 23, № 4;
- Vaspin and clusterin role in pathogenesis of diabetes mellitus in obesity // IDF 2017 Congress: abstract (Abu Dhabi, UAE, 4–8 December 2017). Abu Dhabi, 2017 (співавт.).

## Громадська діяльність
Катерина Місюра є членом низки медичних об'єднань, зокрема, Європейського ендокринологічного товариства, Асоціації ендокринологів України, Харківського медичного товариства.
Також вона є членкинею редакційної колегії наукового журналу «Ендокринологія» та очолює спеціалізовану вчену раду (Д 64.564.01) із захисту дисертацій на здобуття вчених ступенів доктора та кандидата медичних і біологічних наук

## Відзнаки і нагороди
- Заслужений діяч науки і техніки України (2019) «за вагомий особистий внесок у розвиток національної медичної освіти i науки, підготовку висококваліфікованих спеціалістів, плідну науково-педагогічну діяльність та з нагоди 100-річчя від дня заснування державної установи „Інститут проблем ендокринної патології імені В. Я. Данилевського Національної академії медичних наук України“»[19]